# Menjamel gorjablanc
El menjamel gorjablanc (Melithreptus albogularis) és un ocell de la família dels melifàgids (Meliphagidae).

## Hàbitat i distribució
Habita els boscos del sud de Nova Guinea, nord i nord-est d'Austràlia des del nord-est d'Austràlia Occidental, cap a l'oest a través del nord del Territori del Nord fins al nord-est i est de Queensland i, més cap al sud, al nord-est de Nova Gal·les del Sud.